# Pestmühle

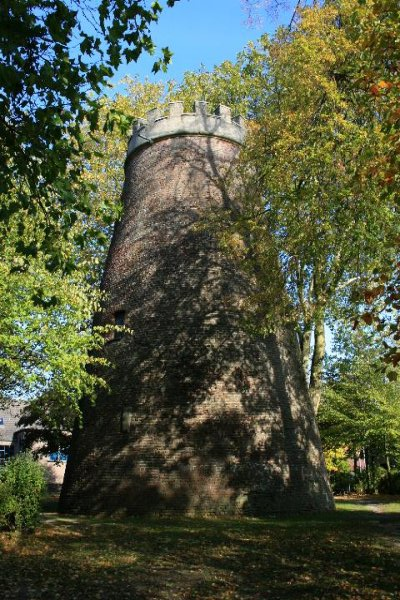
Pestmühle

De Pestmühle (of Bergermühle) is een molenromp te Waldniel.
Het betreft de romp van een ronde stenen molen die fungeerde als korenmolen.

## Geschiedenis
Een legende beweert dat dit een toren was waar men ooit een pestvlam zou hebben ingemetseld teneinde de pest te bezweren. Deze toren zou in 1635 gebouwd zijn.
De molen werd echter pas in 1828 gebouwd, toen er van pestepidemieën al lang geen sprake meer was. De naam Berger heeft betrekking op een molenaarsfamilie. Het is niet bekend wanneer de molen het houten buitenwerk en wiekenkruis verloren heeft, maar het molenbedrijf werd al in een vroeg stadium gestaakt.
Er werden kantelen op de rand van de romp aangebracht en de toren werd in het interbellum gebruikt als uitzichttoren, vervolgens als luchtwachttoren. Uiteindelijk werd de toren dichtgemetseld. Er bestaan plannen om de toren te restaureren en er weer een uitzichttoren van te maken.